# Catalina Pérez
Catalina Pérez Jaramillo (Bogotá, 8 de novembro de 1994) é uma futebolista profissional colombiana que atua como goleira.

## Carreira
Catalina Pérez fez parte do elenco da Seleção Colombiana de Futebol Feminino, nas Olimpíadas de 2016.